# Хальфесбостель
Хальфесбостель (нем. Halvesbostel) — община в Германии, в земле Нижняя Саксония.
Входит в состав района Харбург. Подчиняется управлению Холленштедт. Население составляет 737 человек (на 31 декабря 2010 года). Занимает площадь 18,14 км².
Коммуна подразделяется на 2 сельских округа.